# كسر العظم
كسر العظم (يذكر أحياناً اختصاراً بالإنكليزية FRX أو Fx أو #) هو حالةٌ طبية يحدث فيها خلل في تكامل العظم كقطعة واحدة، ويمكن أن يحدث كسر العظم عن تأثّر العظم بقوة شديدة أو شِدّة أو أذية خفيفة بعد حالات طبية معينة مثلاً حيث تضعف العظام وتصاب بتخلل العظام أو أورام العظام، وفي هذه الحالة يسمى الكسر بالكسر المرضي.

## التصنيف

### تشريحياً
- كسر الجمجمة
- كسر قاعدة الجمجمة
- كسر أرضية الحجاج الانفجاري
- كسر عظم الفك السفلي
- كسر الأنف
- كسر العمود الفقري
  - كسر الرقبة
    - كسر ر1 متضمناً كسر جيفرسون
    - كسر ر2 متضمناً كسر المشنوق
    - كسر قطرة الدمع الانعطافي- كسر في الناحية الأمامية السفلية من الفقرة الرقبية
    - كسر كلاي شوفلر- كسر عبر الناتئ الشوكي للفقرة يحدث في أي مكان من العمود الفقري الرقبي السفلي أو الصدري العلوي
    - الكسر الانفجاري- الذي تنكسر الفقرة فيه بنتيجة حمل محوري ذي طاقة شديدة
    - الكسر الانضغاطي- انخماص الفقرة يحدث غالباً بشكل كسر إسفيني بسبب انضغاط كبير أمامي
    - كسر الصدفة- أذية انضغاطية للأجزاء الأمامية لجسم الفقرة مع أذية مربكة للعناصر الخلفية
    - كسر هولدسوورث - خلع كسري غير ثابت لوصل العمود الفقري الصدري القطني
- كسر الأضلاع
- كسر القص
- كسر الكتف
- كسر الذراع
  - كسر العضد
  - كسر الساعد
    - كسر الزند
      - كسر مونتيغيا

    - كسر الكعبرة
      - كسر النهاية البعيدة للكعبرة
        - كسر غاليازي
        - كسر كولس
- كسر اليد
  - كسر الملاكم
- كسر الحوض
- كسر الفخذ
- كسر الرضفة
- كسر الساق
- كسر الكاحل
- كسر القدم

## الأعراض والعلامات
رغم أن النسيج العظمي لا يحتوي على nociceptors، كسر العظام هو أمر مؤلم لعدة أسباب:
- كسر في استمرارية السمحاق، مع أو بدون انقطاع مماثل في بطانة، وكلاهما يحتوي على nociceptors متعددة
- وذمة الأنسجة الناعمة التي تنتج عن نزيف الأوعية الدموية الممزقة تثير ضغط الألم
- تشنج العضلات في محاولة لعقد شظايا العظام في مكانها

الأضرار التي تلحق بالهياكل المجاورة مثل الأعصاب أو الأوعية، الحبل الشوكي وجذور الأعصاب (كسور في العمود الفقري) أو محتويات الجمجمة (كسور في الجمجمة) قد تسبب علامات وأعراض محددة أخرى

## الآلية المرضية
يحدث الكسر نتيجة للتعرض لحادث يؤدي للإخلال بتركيب العظم (هيكل العظم) إما إزاحة عن المفصل أو شق بالعظم أو تفتت نسيج العظم.

## التشخيص
يتم تشخيص الكسر بعد أخذ صورة أشعة للمريض ويتضح أن هناك إصابة بالعظم أو تحرك من مكانه (إزاحة المفصل).

## العلاج
أولا يتم تحديد مكان الكسر ووضع عليه قطن وعلى كامل العضو المصاب وبعدها يقوم الطبيب بوضع شاشة عليها جبس رخو (عليه ماء ساخن) فوق القطن ويجف الجبس وتثبت الجبيرة، وعادة ما يتم صرف بعض المسكنات للمصاب ويوصى بعدم بذل جهد على العضو المصاب حتى يكتمل الشفاء.

### تدبير الألم
عند الكسور في ذراع الأطفال، وجد أن الإيبوبروفان ibuprofen هو بنفس الفعالية كمزيج الاسيتامينوفين acetaminophen والكودايين codeine 

### عدم التحريك
يجب عدم تحريك العظم المكسور لمدة حسب حالة الكسر وبعدها يمنع المريض من وضع أي ثقل على العظم حتى يستعيد النسيج العظمي هيكله الطبيعي.

### الجراحة
نادراً ما يحتاج الكسر إلى عملية جراحة وهي تحدث فقط عند المصابين بتفتت العظم حيث يكون هناك قطع صغيرة مبعثرة داخل العضو المصاب من الصعب تجبيرها.

## خصائص العظام
- 1.-العظام هي أحد أنسجة الجسم التي يتم صنعها بواسطة خلايا بناء العظام "osteoblasts" بمساعدة خلايا هدم العظام ".osteoclasts"
- 2.-من أهم خصائص العظام أنها نسيج حي متجدد، حيث أنها تعيد هيكلة نفسها بناء على الحمل الواقع عليها. ولذلك فمن الضروري أن يصلها الدم لتوفير المواد الغذائية لها.
- 3.-العظام صلبة وهي أشبه ما تكون بالخرسانة حيث أنها تتحمل مستويات عالية من الضغط ولكنها ضعيفة في مقاومة قوى الشد مما يؤدي إلى الكسور.
- 4.-أغلب كسور العظام تكون إما بسبب قوى عمودية كبيرة جداً فوق تحمل العظام للضغط. مما يؤدي إلى كسور مضاعفة. أو قوى جانبية تولد شدا على الجزء المقابل من العظم وتودي إلى كسر يبدأ من الجهة المقابلة.

## أسباب الكسور عند المسنين بدون حوداث «كسور مرضية»
1. تخلخل العظام وهي فقد المواد الصلبة من العظام وتكون فجوات مكانها
2. ترقق العظام
3. نمو بؤر سرطانية قد يكون منشئها من القولون أو البروستاتا أو الثدي أو الدم أو الغدد.
4. بعض الأمراض الجرثومية مثل السل والبروسيلا عند إصابة فقرات الظهر.

## الأعراض
1. - أوجاع قد تكون في موضع واحد أو في عدة أماكن في حالة انتشار المرض.
2. - عادة المريض يعلم الطبيب بانه كان يقوم بعمل عادي فوقع بدون سبب ظاهر ثم لم يقدر على تحريك الطرف المصاب
3. - في حالة إصابة الفقرات بالسل أو البروسيلا أو ورم يكون الوجع في مناطق بين الفقرات الصدرية والقطنية ومصاحب بتقوس مستمر بالظهر ومع كثرة تعرق بالليل.

## أسباب تخلخل العظام
1. -التقدم في السن، حيث أن أعلى كثافة للعظام تكون في بداية العشرينيات وبعد ذلك يبدأ التناقص التدريجي في كثافة العظام.
2. -عدم قيام المريض بأية تمرينات رياضية لفترات طويلة
3. - الجلوس للمكاتب والركون للنوم والراحة لفترات طويلة
4. -عدم القيام بالعلاج الطبيعي للمرضى خاصة المصابين بالشلل أو الخزل النصفي الناتج عن ارتفاع ضغط الدم
5. - عدم القيام بالعلاج الطبيعي للمصابين بالكسور والركون للراحة لفترات طويلة وهو ما يعرف ب«صادق دسثروفي».
6. - تناول أدوية الستيروئيدات (أو الكورتيزون) لفترات أطول من ستة أشهر
7. - أسباب هرمونية خاصة عند النساء (بعد سن اليأس أو بعد استئصال المبيضين) حيث تعتبر الهرمونات الانثوية كالإستروجين عامل حماية ضد نخر العظام

## الكسور التي غالبا ما تحدث عند المسنين
1. - كسر عنق عظمة الفخد
2. - كسر نهاية عظمة الكعبرة «كسر كوليس»
3. - كسور الفقرات، وخاصة الصدرية والقطنية.

## أهم الكسور الناتجة عن حالة نخر العظام
- كسر عنق عظمة الفخذ حيث يركن المريض إلى المزيد من الراحة مخافة الوجع وتبدأ المضاعفات في العمل ومنها:
1. - احتقان الدورة الدموية بالطرف المصاب
2. - تكون جلطة دموية بالاوردة ومنها تنتقل إلى الرئتين
3. - تكون تقرحات الفراش وهي تقرحات جلدية في البداية ثم تتعمق وتزداد المشاكل
4. - ظهور التهابات المسالك البولية نتيجة احتقان البول ووضع انابيب تصريف البول
5. - التهابات الشعب الهوائية نتيجة احتقان المواد المخاطية بالرئتين

وتزداد المشاكل سوءا إذا كان المريض يعاني من مرض السكر ومضاعفاته و/أو مرض القلب وضغط الدم ومضاعفاته
عليه يجب الوقاية قبل حدوث هذه الكسور:
1. - تحفيز المسن على الحركة الدائمة وتحريك المفاصل
2. - الابتعاد عن الدهنيات والنشويات
3. - تخفيف الوزن والتخلص من الشحوم الزائدة
4. - الابتعاد عن التدخين وغيرها
5. - استشارة الطبيب المختص بعلاج السكر والقلب عن كل كبيرة وصغيرة

## ما يجب عمله عند حدوث الكسر
1. - علاج هذا الكسر هو جزء من برنامج علاج المريض ككل، أي أن علاج الكسر هو إجراء عملية جراحية إما تثبيت الكسر أو استبدال المفصل لاعادة المريض إلى الحركة باسرع ما يمكن حتى لا ندع فرصة لتكون المضاعفات.
2. - وضع المريض على فراش هوائي أو مائي خاص وهو ما يعرف بفراش مضاد للتقرحات.
3. - يجب تحريك المريض في كل الأوقات حتى قبل العملية وبعدها مباشرةً
4. - إخبار الطبيب بكل شيء يراه المريض أو مرافقيه.
5. - في أغلب الحالات يعطى المريض أدوية مضادة للتجلط «الهيبارين» حسب الحالة وذلك في حالة عدم وجود موانع استعمال الهيبارين.

## العلاج الجراحي
1. - يجب اعداد المريض للعملية الجراحية باسرع ما يمكن
2. - تتوقف العملية الجراحية على نوع الكسر، إمكانيات الجراح للعملية، الإمكانيات المتوفرة بحجرة العمليات.
3. -العملية قد تكون بسيطة 1-2 براغي، أو DHS، استبدال مفصل الورك THP.